# Al-Jalamah, Syria
Al-Jalamah (tiếng Ả Rập: الجلمة) là một ngôi làng Syria nằm trong phó huyện Karnaz của huyện Mahardah thuộc tỉnh Hama. Theo Cục Thống kê Trung ương Syria (CBS), al-Jalamah có dân số 3.970 trong cuộc điều tra dân số năm 2004.